# La Palma
La Palma (španska izgovarjava: [la ˈpalma], lokalna izgovorjava: [lɐ ˈpɑ(l)mɐ]), znana tudi kot La isla bonita ('Čudoviti otok') in zgodovinsko San Miguel de La Palma, je najbolj severozahodni otok Kanarskih otokov, Španija, ki je španska avtonomna skupnost in arhipelag v Makaroneziji v severnem Atlantskem oceanu. La Palma ima površino 708,32 kvadratnih kilometrov, in je peti največji od osmih glavnih Kanarskih otokov. Skupno število prebivalcev na začetku leta 2023 je bilo 84.338, od tega jih je 15.522 živelo v glavnem mestu Santa Cruz de La Palma in 20.375 v Los Llanos de Aridane. Njegova najvišja gora je Roque de los Muchachos z 2426 metri, ki je druga med vrhovi Kanarskih otokov za masivom Teide na Tenerifu.
Leta 1815 je nemški geolog Leopold von Buch obiskal Kanarske otoke. Zaradi njegovega obiska na Tenerifu, kjer je obiskal kaldero Las Cañadas, in nato La Palme, kjer je obiskal kaldero Taburiente, je bila uvedena španska beseda za cauldron (kotel ali velik lonec za kuhanje) – caldera v geološki besednjak. V središču otoka je narodni park Caldera de Taburiente, eden od štirih narodnih parkov na Kanarskih otokih.

## Etimologija
Polno ime otoka je San Miguel de La Palma ('Sveti Mihael iz La Palme'), običajno skrajšano preprosto na La Palma. La Palma ima vzdevek La Isla Bonita ('Čudoviti otok').

## Izvor in geologija
La Palma je tako kot drugi otoki arhipelaga Kanarskih otokov vulkanski oceanski otok. Vulkan se dviga skoraj 7 km nad dnom Atlantskega oceana. Obstaja cestni dostop od morske gladine do vrha na 2426 m, ki ga označuje izdanek skal, imenovan Roque de Los Muchachos ('Skala mladeničev'). Tukaj je observatorij Roque de los Muchachos, eden najboljših svetovnih astronomskih observatorijev.
Geografija La Palme je posledica vulkanskega nastanka otoka. Najvišji vrhovi segajo preko 2400 m nad morsko gladino, vznožje otoka pa je skoraj 4000 m pod morsko gladino. V severnem delu La Palme prevladuje Caldera de Taburiente, široka 9 km in globoka 1500 m. Obdaja ga obroč gora, ki sega od 1600 m do 2400 m. Na njegovi severni strani so izpostavljeni ostanki prvotne podvodne gore. Samo globoka soteska Barranco de las Angustias ('Stepa tesnobe') vodi v notranjost kaldere, ki je narodni park. Doseže se le peš. Zunanja pobočja sekajo številne soteske, ki segajo od 2000 m navzdol do morja. Danes jih le nekaj prenaša vodo zaradi številnih vodnih rovov, ki so bili vrezani v strukturo otoka.
Od Caldera de Taburiente proti jugu poteka greben Cumbre Nueva ('Novi greben', ki je kljub svojemu imenu starejši od Cumbre Vieja, 'Stari greben'). Južni del La Palme sestavlja Cumbre Vieja, vulkanski greben, ki ga sestavljajo številni vulkanski stožci, zgrajeni iz lave in skorije. Greben Cumbre Vieja je aktiven, nazadnje je izbruhnil v izbruhu La Palme leta 2021, ki je uničil več kot 2600 stavb in povzročil eno smrt. Onkraj Punta de Fuencaliente na južni konici otoka se Cumbre Vieja nadaljuje v južni smeri kot podmorski vulkan.

## Vulkanizem in izbruhi
Tako kot vsi Kanarski otoki je La Palma prvotno nastala kot podmorska gora zaradi podmorske vulkanske dejavnosti. Poleg Tenerifa je La Palma najbolj vulkansko aktiven Kanarski otok. Njegovo vznožje leži skoraj 4000 m pod morsko gladino in doseže višino 2426 m nad morsko gladino. Pred približno pol milijona let se je vulkan Taburiente zrušil z velikanskim plazom in oblikoval Caldera de Taburiente. Od takrat je erozija razkrila del stare podvodne gore v severnem delu kaldere. Odkar Španci vodijo evidenco, je bilo osem izbruhov – vsi so se zgodili na vulkanskem grebenu Cumbre Vieja:
- 1470–1492 Montaña Quemada
- 1585 Tajuya
- 1646 Volcán Martin
- 1677 Volcán San Antonio
- 1712 El Charco
- 1949 Volcán San Juan: odprtine Duraznero, Hoyo Negro in Llano del Banco
- 1971 Volcán Teneguía
- Izbruh vulkana Cumbre Vieja leta 2021

Na grebenu Cumbre Vieja je 19. septembra 2021 izbruhnil nov monogenetski vulkan po več seizmičnih krizah, ki so pretresle otok, med drugimi anomalijami v zvezi z vulkanskim nadzorom.

## Scenariji cunamija
V epizodi serije BBC Horizon, predvajani 12. oktobra 2000, sta dva geologa domnevala, da bi lahko med prihodnjim izbruhom zahodni del Cumbre Vieje z maso približno 1,5 x 1015 kg zdrsnil v ocean. To bi lahko nato ustvarilo velikanski val, znan kot megacunami, visok okoli 650–900 m. Val bi lahko seval čez Atlantik in preplavil večji del vzhodne obale Severne Amerike ter številne otoke v Karibih in severnih obalah Južne Amerike med šest in osem ur kasneje. Ocenjujejo, da bi takšen cunami lahko imel valove do 50 m ali višje, kar bi povzročilo ogromno opustošenje ob obali. Modeliranje kaže, da bi cunami lahko poplavil do 25 km v notranjost celine.Trditev je bila raziskana tudi v BBC-jevi dokumentarni drami z naslovom End Day, ki je obravnavala več hipotetičnih scenarijev katastrofalnih razsežnosti. Vendar pa avtorji nikjer v svojih prispevkih ne trdijo o skorajšnjem zlomu boka. Namesto tega navajajo, da so modelirali najslabši možni scenarij.
Leta 2002 je Društvo za cunami objavilo izjavo, v kateri je navedeno: »... Radi bi zaustavili sejanje strahov s temi neutemeljenimi poročili ...« Glavne točke, izpostavljene v tem poročilu, so:
- Trditev, da je polovica Cumbre Vieje med izbruhom leta 1949 padla za 4 m, je napačna in je v nasprotju s fizičnimi dokazi.
- Iskani ali prikazani niso bili nobeni dokazi, da obstaja prelomnica, ki deli otok La Palma.
- Fizični dokazi kažejo 4 km dolgo črto v skali, modeli pa so predvidevali 25 km črto, za kar ni bilo nobenih fizičnih dokazov. Poleg tega ni dokazov, da se 4 km dolga črta razteza pod površje.
- V zgodovini Atlantskega oceana še ni bilo megacunamija.[10]

Geološka raziskava, objavljena leta 1999, je pokazala, da je zahodni bok stabilen brez dokazov o aseizmičnem lezenju. Drugi strokovnjaki se strinjajo, da je zlom, ki je posledica izbruha leta 1949, plitek in neaktiven površinski izraz, ki ga je treba spremljati, vendar menijo, da možnost, da je nestabilen, skoraj ne obstaja. Prav tako je verjetno, da bi morfologija dna Atlantskega oceana ovirala širjenje čezoceanskega cunamija. Leta 2006 je Jan Nieuwenhuis s tehnološke univerze v Delftu simuliral več vulkanskih izbruhov in izračunal, da bo trajalo nadaljnjih 10.000 let, da boki postanejo dovolj visoki in nestabilni, da povzročijo ogromen kolaps.
Članek iz leta 2008 je obravnaval najslabši možni scenarij velikega zemeljskega plazu in kasnejšega megacunamija. Avtorji so ugotovili, da bi lahko valovi na Kanarskih otokih dosegli višino od 10 do 188 metrov, vendar bi se valovi razpršili, ko bi sevali v Atlantski ocean. Za nekatere bližnje otoške sisteme predvidevajo višino 40 metrov. Za celine bi najslabše učinke pričakovali v severni Braziliji (13,6 m), Francoski Gvajani (12,7 m), osrednji ZDA (9,6 m), Zahodni Sahari (največja napoved pri 37 m) in Mavretaniji (9,7 m). Čeprav je še vedno velik, ga ne bi šteli za megacunami (razen lokalno v Makaroneziji), z najvišjo napovedjo za Zahodno Saharo, primerljivo z japonskim cunamijem leta 2011.

## Podnebje
La Palma ima vroče polsuho podnebje (Köppen: BSh) z vplivi tropskega podnebja, saj je povprečna temperatura v najhladnejšem mesecu nad 18 °C. Zime so tople, poletja pa zelo topla. Ima velik vpliv morskega sredozemskega podnebja zaradi precej mokrih zim. Za Kanarski otok je vreme precej oblačno, saj je La Palma veliko bolj izpostavljena morskim zračnim sistemom kot vzhodni otoki, ki jih povzroča Kanarski tok. Notranji deli otoka imajo bolj vlažno podnebje (Köppen: Csa), kar vodi do zelo vlažnih oblačnih gozdov z lavrisilvo v središču otoka, kot je naravni park Bosque de los Tiles.

## Rastlinstvo in živalstvo
La Palma ima bogato rastlinstvo, vključno z več endemičnimi vrstami.
Čeprav so bila velika območja izkrčena, gorska območja La Palme ohranjajo velik del zimzelenega lovorjevega gozda, kjer so značilne vrste Lauraceae, kot so azorski lovor (Laurus azorica), Persea indica in Ocotea foetens. To je reliktna populacija pliocenskih subtropskih gozdov, ki so včasih prekrivali otok.
Kanarski bor (Pinus canariensis) najdemo na vseh zahodnih Kanarskih otokih, vendar ga je še posebej veliko na La Palmi. V borovih gozdovih živita tudi dva nedavno odkrita in izjemno redka endemita La Palme: Lotus eremiticus in L. pyranthus.
Cytisus supranubius, vrsta brnistre, lokalno poznana kot Retama del Teide, izvira iz La Palme in Tenerifa in je omejena na alpske/subalpske habitate, ki so prisotni samo na teh dveh otokih. Tako kot Tenerife ima tudi La Palma svojo vijolico Viola palmensis.
Echium pininana je endemit La Palme in je najvišja vrsta v rodu Echium (gadovec), saj doseže več do 4 m. Soroden je Echium wildpretii, ki se z ločenimi podvrstami pojavlja v subalpskem pasu Tenerifa in La Palme. Obe vrsti sta monokarpni in tvorita masivno končno socvetje. Echium webbii, razvejan grm z več manjšimi temno modrimi cvetovi, je še en otoški endemit z bližnjimi sorodniki na Tenerifu.
Drugi endemiti La Palme so člani družine marjetic, kot so palmski badelj (Sonchus palmensis), Argyranthemum haouarytheum, Pericallis papyracea in Cheirolophus sventenii.
Več živali je avtohtonih ali endemičnih za La Palmo, vključno z:
- Orjaški kuščar La Palma (Gallotia auaritae), ki je veljal za izumrlega, dokler ga leta 2007 niso ponovno odkrili
- Zahodni kanarski kuščar (Gallotia galloti subspecies palmae)
- Pyrrhocorax pyrrhocorax barbarus, podvrsta planinske vrane
- Kanarska listnica (Phylloscopus canariensis)
- Palmski ščikavec (Fringilla coelebs palmae)
- Zahodnokanarski kraljiček (Regulus regulus ellenthalerae)
- Pasma garafski ovčar (Pastor Garafiano)
- Prepelica s Kanarskih otokov (Coturnix gomerae), zdaj izumrla
- Triasov zeleni ščinkavec (Chloris triasi), zdaj izumrl

Poleg tega so bile vnesene številne druge živali, vključno z zajci in barbarskimi ovcami ali aoudadami, ki so postale resna grožnja endemični flori.
o območje je bilo ustanovljeno leta 1983, leta 1997 in 2002 pa razširjeno in preimenovano.

## Naravni simboli
Uradna naravna simbola, povezana z La Palmo, sta rdečekljuna vrana (Pyrrhocorax pyrrhocorax) in Pinus canariensis (kanarski bor).
- Rdečekljuna vrana
- Pinus canariensis (kanarski bor)

## Zgodovina
V času evropske kolonizacije so Kanarske otoke naseljevali domorodni Kanarci, imenovani skupaj Gvanči, čeprav so domorodci La Palme bolj pravilno znani kot Auaritas (glej Kanarski otoki v predkolonialnih časih). Izvor teh domorodcev ni jasen, vendar se domneva, da imajo skupne prednike z Berberi iz severne Afrike. Gvanči so imeli neolitsko kulturo, razdeljeno na več klanov, ki so jih vodili poglavarji. Njihovo ime za La Palmo je bilo Benahoare. Glavni ostanki te kulture so njihova jamska bivališča, skrivnostni petroglifi in tlakovane kamnite poti skozi gore. Po španski okupaciji La Palme so domorodni Kanarci izginili tako, da so jih pobili, prodali v suženjstvo ali pa so jih asimilirali v špansko prebivalstvo.
Domneva se, da so Kanarske otoke poznali Feničani in Stari Grki, vendar je najzgodnejši pisni dokaz rimski pisatelj Plinij Starejši, ki je citiral Jubo II. iz Numidije, vendar so bili Jubovi zapisi pozneje izgubljeni. Genovski pomorščak Lancelotto Malocello je leta 1312 dosegel otočje in ostal dve desetletji, dokler ga ni izgnal upor domorodcev. Leta 1404 so Španci začeli z osvajanjem otokov. Čeprav je bilo prvo izkrcanje na La Palmi leta 1405, je trajalo do leta 1493 in nekaj krvavih bitk, dokler ni bil zlomljen zadnji odpor domorodcev. Osvajalec La Palme je bil Alonso Fernández de Lugo, ki je premagal Tanausuja, zadnjega kralja na otoku. Vladal je območju, znanem kot Acero (Caldera de Taburiente). Tanausu je padel v zasedo, potem ko je pristal na premirje, ki sta ga uredila Fernández de Lugo in Juan de Palma, Gvanč, ki se je spreobrnil v krščanstvo in je bil Tanausujev sorodnik.
V naslednjih dveh stoletjih so naselja na La Palmi obogatela, saj je otok služil kot trgovska postaja na poti v Novi svet. La Palma je sprejela priseljence iz Kastilije, Majorke, Andaluzije, Portugalske in Katalonije.

## Vodni tuneli
Minas galerias (vodni tuneli) prenašajo vodo iz virov v visokogorju v mesta, vasi in kmetije. La Palma prejme skoraj vso vodo iz mar de nubes (morje oblakov) severovzhodnih pasatov. Voda kondenzira na vegetaciji, od koder steče v tla. Sčasoma se zbere v skalnih plasteh in se nato prek galerij odvaja v akvadukte in cevi za distribucijo. Galerije so bile skozi stoletja vklesane v skale. Sprehoditi se je mogoče ob številnih akvaduktih, ki so priljubljena dejavnost turistov (podobno kot levade na Madeiri). Priljubljena je tudi tura do slapa in izvirov Marcos y Corderos.
V dolini Los Llanos de Aridane je obsežna mreža namakalnih kanalov. Ti kanali prenašajo vodo iz gora po vsej dolini in omogočajo gojenje banan, avokada, rož in drugih rastlin.

## Observatoriji
Zaradi lege otoka in višine njegovih gora, približno 2400 m nad morsko gladino, so na Roque de los Muchachos zgradili številne mednarodne astronomske opazovalnice. Poseben geografski položaj in podnebje povzročata nastanek oblakov med 1000 m in 2000 m, pri čemer imajo observatoriji običajno jasno nebo. Pogosto je pogled z vrha vulkana morje oblakov, ki pokrivajo vzhodni del otoka. Teleskopi v observatoriju so:
- Skupina teleskopov Isaac Newton (ING) upravlja tri teleskope: 4,2 m teleskop William Herschel, 2,5 m teleskop Isaac Newton in 1 m teleskop Jacobus Kapteyn.
- 2,5 m nordijski optični teleskop (NE)
- 1 m švedski 1-metrski sončni teleskop (SST), ki ga upravlja Inštitut za sončno fiziko
- 0,45 m nizozemski odprti teleskop (DOT), tudi sončni teleskop
- 0,6 m optični teleskop
- Teleskop Carlsberg Meridian (CMT)
- 1,2 m teleskop Mercator
- 2 m teleskop Liverpool
- 10,4 m Gran Telescopio Canarias (Veliki kanarski teleskop, posvečen 24. julija 2009)
- 3,6 m Telescopio Nazionale Galileo (TNG)
- 17 m teleskop MAGIC, Čerenkov teleskop z zračno prho za opazovanje visokoenergijskih žarkov gama
- Teleskop SuperWASP-North, ki se uporablja za odkrivanje zunajosončnih planetov[21]
- Severni vozel opazovalca gravitacijskih valov Optical Transient Observer (GOTO)[22]

Poleg tega je bila načrtovana izgradnja teleskopa Čerenkov leta 2021.
Decembra 2021 je bil slovesno odprt center za obiskovalce Roque de Los Muchachos.